# Skysail
Skysail är ett båtfabrikat som såldes av företaget Havsbåtar i Hargshamn nära Hallstavik, Norrtälje kommun, under slutet av 1970-talet och början av 1980-talet. Flera av båtarna såldes som byggsatser eller halvfabrikat. Konstruktör var S-E Sahlin.
Det fanns två modeller, Skysail 28  och Skysail 39. Utmärkande för Skysail 28 är konstruktionen med en fällbar köl, som med en hydraulisk pump kan fällas upp för minskat djupgående. Skysail 39 är en stor familjeseglare som tack vare ett så kallat doghouse har sikt runt om inifrån.